# انکرایخادا
انکرایخادا (به اسپانیایی: Encrucijada)، یک منطقهٔ مسکونی در کوبا است که در استان ویا کلارا واقع شده‌است. انکرایخادا ۳۴۵ کیلومتر مربع مساحت و ۳۳٬۶۴۱ نفر جمعیت دارد و ۵۵ متر بالاتر از سطح دریا واقع شده‌است.